# Zelenopil, Rozivka
Zelenopil (în ucraineană Зеленопіль) este un sat în comuna Proletarske din raionul Rozivka, regiunea Zaporijjea, Ucraina.

## Demografie
Componența lingvistică a localității Zelenopil
     Ucraineană (87,04%)
     Rusă (12,11%)
     Alte limbi (0,85%)
Conform recensământului din 2001, majoritatea populației localității Zelenopil era vorbitoare de ucraineană (87,04%), existând în minoritate și vorbitori de rusă (12,11%).